# Max Pécas
Max Edouard Louis Pécas (* 25. April 1925 in Lyon; † 20. Februar 2003 in Paris) war ein französischer Theaterregisseur, Filmregisseur, Drehbuchautor und Filmproduzent, ein außerhalb Frankreichs wenig bekannter Allround-Filmemacher des B-Films und des heimischen Erotikkinos.

## Leben und Wirken
Pécas begann seine künstlerische Laufbahn gleich nach Ende des Zweiten Weltkriegs und sammelte am Theater seine ersten Regiesporen. Rasch entschloss er sich jedoch zum Wechsel ins Filmgeschäft, wo er zunächst, von 1947 bis 1959, als Assistent minder bedeutender Regisseure wie Jacques Daroy und Alfred Rode Erfahrungen sammelte. 
Ende 1959 gab er seine Filmregiedebüt und konzentrierte sich von Anbeginn seiner Karriere auf Polizei- und Kriminalfilme wie auch auf erotische und bisweilen schlüpfrige Stoffe. Diese besaßen zunächst dramatische, später immer häufiger komödiantische Ausrichtungen. Seine Inszenierungen, die Pécas seit 1962 mit der eigenen Produktionsfirma Les Films du Griffon herstellte, trugen anfänglich reißerische Titel wie Die Begierde treibt den Mann, Zarte Haut in schwarzer Seide, Hunde in der Nacht, Treibgut der Liebe, Geißeln der Erotik, Die Sexsklavinnen von Schloß Porno, Greta – Die Fremde kam nackt, Der Sex trinkt Champagner, Töchter der Sünde, Im Garten der Wollust – pourquoi? und Das Haus der ausgefallenen Wünsche, und richteten sich an ein eher schlichtes Vorstadtpublikum. 
Dementsprechend wurden Pécas-Werke von der (deutschen) Kritik gern als „dümmlich“, „voyeuristisch“, „schwülstig“, „primitiv“, „spekulativ“, „verlogen“, „stümperhaft“, „kunstgewerblich“ und als „Schmuddel-Kino“ „dürftigster Machart“ niedergemacht. Das Gros dieser zwischen 1965 und 1974 hergestellten, „armselige(n) Sexfilmchen minderster Qualität“ wurde von dem Kameramannveteran Robert Lefebvre geschmäcklerisch ins Bild gesetzt und erlangte in interessierten Fan-Kreisen, ähnlich wie die Filme von Pécas’ amerikanischem Kollegen Russ Meyer, später (vor allem in Frankreich selbst) durchaus Kultcharakter. 
Seit den ausgehenden 1970er Jahren besaßen Max Pécas’ Softsex-Filmchen immer häufiger komödiantische Elemente und richteten sich nunmehr verstärkt an ein Teenager-Publikum (Die kleinen englischen Girls, Hot Dogs auf Ibiza, Wer spritzt denn da am Mittelmeer?, Her mit den kleinen Französinnen) und schuf mit seinen Arbeiten in ihrer Machart Pendants zu entsprechenden deutschen Produktionen jener Jahre aus dem Hause Karl Spiehs mit Olivia Pascal in der Hauptrolle (z. B. Summer Night Fever, Popcorn und Himbeereis, Cola, Candy, Chocolate, Sunshine Reggae auf Ibiza).
1996 zog sich Pécas vollständig von der Filmherstellung zurück. Anschließend, zum Teil noch über seinen Tod hinaus, entdeckten Filmemacher den lange Zeit gering geschätzten Kollegen neu und stellten über ihn Dokumentationen mit den Titeln I Am a Nymphomaniac: The Films of Max Pecas (1999), Mon curé chez les bidasses (2007) und Max Pécas, le roi du navet (2011) her. Max Pécas hatte einen Sohn namens Michel und eine Tochter namens Corinne. Er starb 2003 an den Folgen eines Bronchialkarzinoms.

## Filmografie
als Regisseur, ab 1962 auch als (Co-Produzent) und die meisten Filme auch als Drehbuchautor
- 1960: Die Begierde treibt den Mann (Le Cercle vicieux)
- 1961: Zarte Haut in schwarzer Seide (De quoi tu te mêles Daniela?)
- 1961: Sie nennen es Liebe (Douce violence)
- 1962: La belle et le Champion (Kurzfilm)
- 1962: Une femme aux abois
- 1963: Cinq filles en furie
- 1964: Treibgut der Liebe (La Baie du désir)
- 1965: Hunde in der Nacht (Espions à l’affut)
- 1966: Geißeln der Erotik (La peur et l’amour)
- 1966: Töchter der Sünde (Une femme aux abois)
- 1967: Liebe 2:1 (La nuit la plus chaude)
- 1968: Vöglein, Vöglein an der Wand (Le grand cérémonial)
- 1968: Die Sexsklavinnen von Schloß Porno (La main noir)
- 1969: Greta – Die Fremde kam nackt (Claude et Gréta)
- 1970: Der Sex trinkt Champagner (Je suis une nymphomane)
- 1972: Comment le désir vient aux filles
- 1972: Im Garten der Wollust – pourquoi? (Je suis frigide… pourquoi?)
- 1973: Das Haus der ausgefallenen Wünsche (Club privé pour couples avertis)
- 1973: Die Sexklinik (Serre-moi dans tes brasses)
- 1974: Sexuellement votre
- 1975: Les Mille et une perversions de Felicia
- 1976: Luxure
- 1977: Die kleinen englischen Girls in LET'S DO IT (Tun wir's doch) (Marche pas sur mes lacets)
- 1978: Embraye bidasse, ça fume
- 1979: Hot Dogs auf Ibiza (On est venu là pour s'éclater)
- 1980: Wer spritzt denn da a Mittelmeer? (Mieux vaut être riche et bien portant que fauché et mal foutu)
- 1981: 12 Schwedinnen in Afrika (Belles, blondes et bronzées)
- 1982: Wenn Leckerbissen locken (On n'est pas sorti de l'auberge)
- 1983: Her mit den kleinen Französinnen (Les Branchés à Saint-Tropez)
- 1985: Todes-Brigade (Brigade des mœurs)
- 1986: Deux enfoirés à Saint-Tropez
- 1987: On se calme et on boit frais à Saint-Tropez
- 1992: L‘urlo della veritá (nur Produktionsleitung)
- 1996: Départ immédiat (Kurzfilm, nur Produktion)